# Phalacrocorax harrisi
Il cormorano attero delle Galapagos (Phalacrocorax harrisi Rothschild, 1898) è un uccello della famiglia dei Falacrocoracidi, diffuso nelle isole Galápagos.

## Descrizione
Con una lunghezza media di 89–100 cm e un peso che varia dai 2,5 ai 5,0 kg è uno dei cormorani più grandi.

## Biologia
Non è capace di volare a causa di una mutazione, avvenuta nell'arco di 2 milioni di anni, del gene Cux1, gene che se mutato, altera le cellule che favoriscono la crescita delle ossa. Si nutre di gamberi, polpi, pesci. Durante la stagione degli amori il corteggiamento inizia con una specie di danza acquatica.

## Distribuzione e habitat
L'areale di P. harrisi è ristretto alle aree costiere delle isole Fernandina e Isabela nell'arcipelago delle Galápagos.

## Conservazione
Molti degli studi su questa specie sono stati condotti dall'ornitologo M. P. Harris, che nel 1974 pubblicò il censimento completo della popolazione. Al 2004 sopravvivevano circa 1500 esemplari e nel 2013 ne sono stimati 2080, è considerata come una delle specie di uccelli più rare al mondo.
Dal 2011 la IUCN lo classifica come specie vulnerabile e precedentemente era classificato come in pericolo, il miglioramento è dovuto alla stabilizzazione della popolazione.

## Curiosità
In un articolo apparso sulla rivista Animal Kingdom,  New York Zoological Society, nel 1978,  H. Harrison, aveva suggerito l'idea che il cormorano attero poteva essere stato di ispirazione per Lewis Carroll per il suo Alice nel Paese delle Meraviglie.